# Helenas första kärlek
Helenas första kärlek är en roman av Agnes von Krusenstjerna, publicerad 1918. Det är författarens andra publicerade roman, efter Ninas dagbok. Handlingen utspelar sig i Stockholm i början av 1900-talet. Boken skildrar en ung flicka i överklassmiljö. 

## Personer
- Helena af Willner – 20 år
- Maggi af Willner – Helenas mor
- Erland af Willner – Helenas far
- David Hencke – 23-årig musiker
- Torvald Brandel – vän till Maggi
- Nana Ed – vän till Helena
- Fru Gade – Nanas mormor
- Mayta – Davids syster
- Gagge – vän till Nana
- Sofi – husa hos af Willner